# 샤라

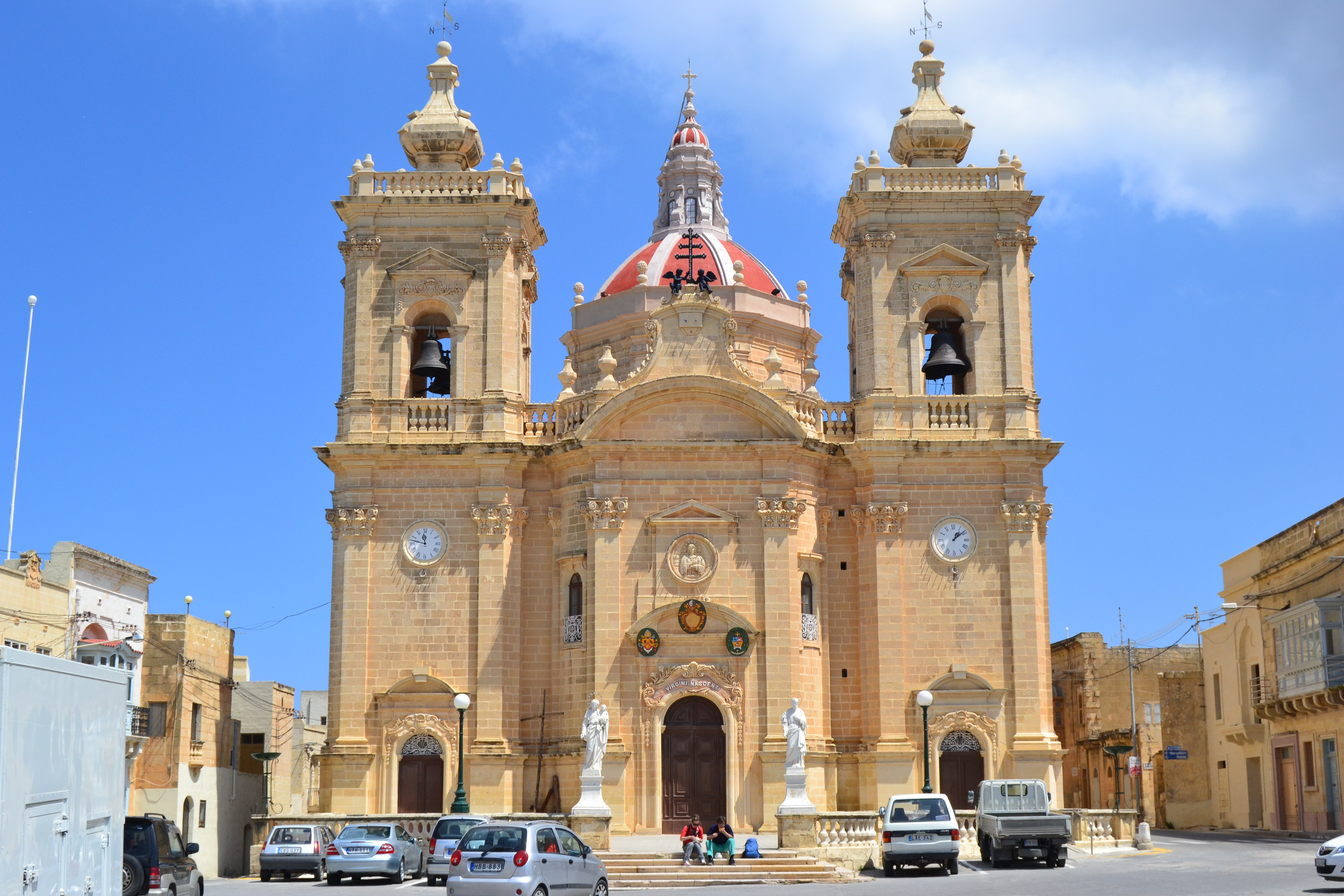
샤라에 있는 교회의 모습

샤라의 위치

샤라(몰타어: Xagħra)는 몰타 고조섬에 위치한 도시로 면적은 2.5km2, 인구는 3,960명(2005년 11월 기준), 인구 밀도는 1,600명/km2이다.

시기
시 문장